# Stuletnie Źródło

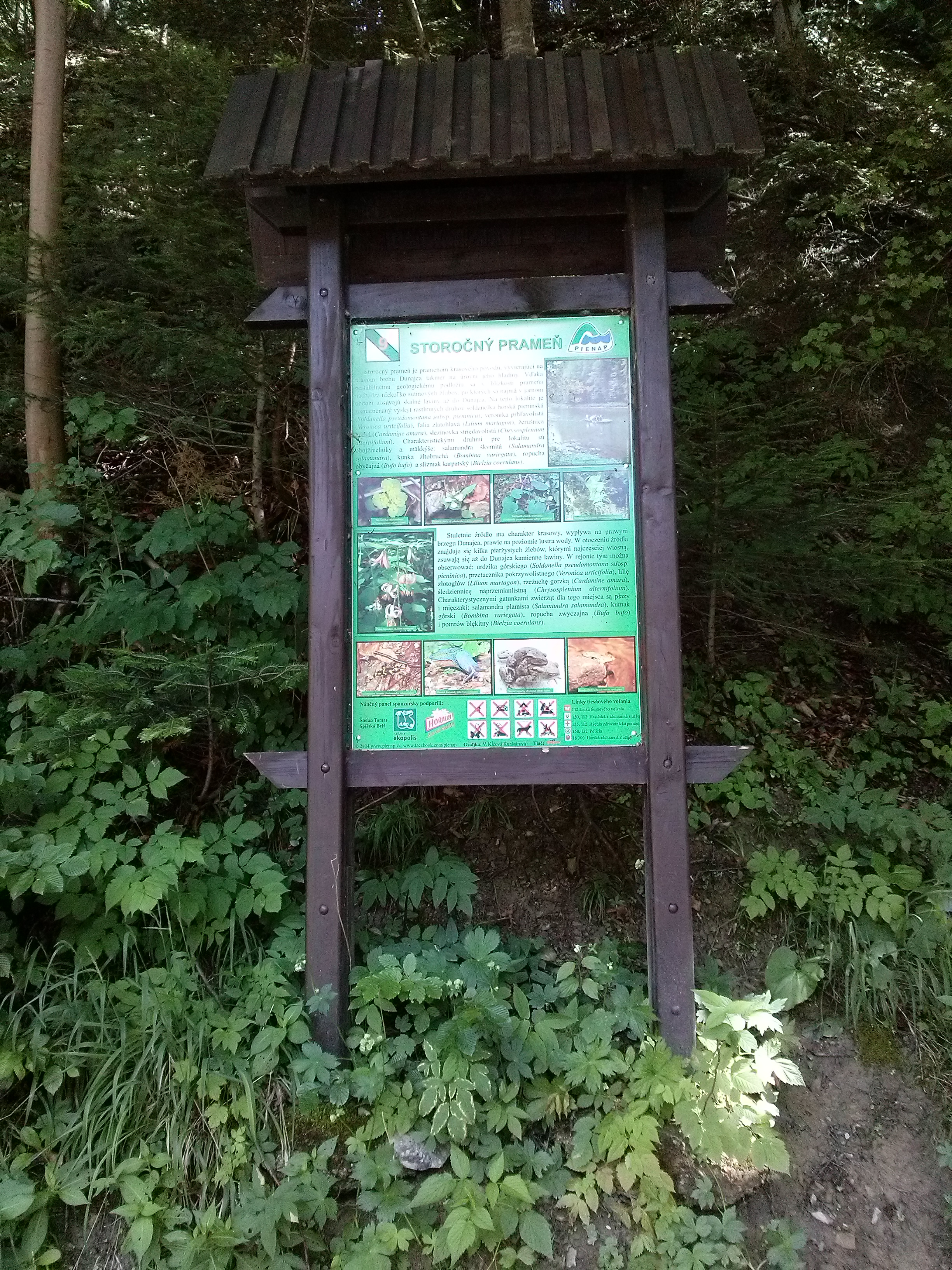
Tablica informacyjna poświęcona źródłu

Stuletnie Źródło (słow. Storočny prameň) – źródło przy Drodze Pienińskiej w słowackich Pieninach. Położone jest na wysokości 430 m naprzeciwko cypla Przechodniego Wierchu (około 300 m w kierunku Czerwonego Klasztoru od skrzyżowania z drogą do Leśnicy).
Woda w źródle ma temperaturę 9 °C. Wśród kuracjuszy Szczawnicy przed II wojną światową popularne było powiedzenie: Kto stąd wodę pije, sto lat żyje. Nazwę Stuletnie Źródło nadali kuracjusze, miejscowi górale źródło i jego okolicę nazywali Studzionkami. Kiedyś przybijały do niego spływające Pienińskim Przełomem tratwy z turystami i kuracjuszami, a miejscowe Cyganięta oferowały im wprost do łodzi wodę, dla uzyskania większego datku zapewniając gości, iż po napiciu się sto lat szczęśliwie żyć będą. Źródło nie zamarza zimą, a podczas niskich temperatur unoszą się nad nim kłęby pary.

## Szlaki turystyki pieszej
Droga Pienińska ze Szczawnicy do Czerwonego Klasztoru. Odległość 9,7 km, suma podejść 460 m, suma zejść 440 m, czas przejścia 3 godz 10 min w jedną stronę,